# 小字
小字（日语：／ Koaza）為日本在明治時代使用的市區町村內區劃單位之一，其上層的區劃為大字，但目前已很少使用。台灣日治時期也曾使用過大字和小字（或直接稱為「字」）的區劃。
例如：台北州台北市大安字十二甲、新竹州桃園郡桃園街桃園字公館頭、台中州大屯郡西屯庄上石碑字湳子中的「十二甲」、「公館頭」、「湳子」就是小字。
日本在明治時代開始進行市町村合併時，將許多原本的村級行政區合併為新制的市町村行政區，許多村合併組成一個轄區更大的村，而原本的舊村名，就改稱為大字。例如：○○村與其他村合併共同組成新的△△村時，新的地址變成為「△△村大字○○」。而原本在舊有的村級行政區下的更小的區劃單位，便改稱為小字。

## 相關連結
- 大字
- 段
- 土名
- 町丁
- 字限図